# Petar Valtchanov
Petar Valtchanov (en bulgare : Петър Вълчанов ; transcription anglophone : Petar Valchanov), né en 1982 à Plovdiv, est un cinéaste bulgare.

## Biographie
Petar Valtchanov est né le 15 mai 1982 à Plovdiv. Il est le fils de l'actrice Vania Bratoeva et de l'artiste Valtchan Petrov (bg). En 2000, il achève sa scolarité au lycée artistique Tsanko Lavrenov de Plovdiv. En 2008, il est diplômé de l'Académie nationale d’art dramatique et cinématographique de Sofia (en) avec un diplôme en réalisation cinématographique et télévisuelle dans la classe de Ludmil Staïkov.

## Filmographie
Réalisateur et scénariste (avec Kristina Grozeva)
- 2010 : Avariyno katzane
- 2012 : Skok (court-métrage)
- 2014 : The Lesson (Ourok)
- 2016 : Glory (Slava)
- 2019 : La Saveur des coings (Bachtata)
- 2024 : Triumph (en)

Acteur
- 2014 : Bouferna zona - Taliban

## Récompenses
- Festival du court métrage de Bruxelles 2013 : Grand prix pour Skok
- Festival international du film de Thessalonique 2014 (avec Kristina Grozeva) : 
  - Meilleur scénario pour La Leçon
  - Prix spécial du jury pour l'originalité et l'innovation (Alexandre de bronze)
- Festival international du film de Karlovy Vary 2019 : Globe de cristal pour La Saveur des coings (The Father)[1]